# Vignoux-sous-les-Aix
Vignoux-sous-les-Aix is een gemeente in het Franse departement Cher (regio Centre-Val de Loire) en telt 657 inwoners (1999). De plaats maakt deel uit van het arrondissement Bourges.

## Geografie
De oppervlakte van Vignoux-sous-les-Aix bedraagt 14,9 km², de bevolkingsdichtheid is 44,1 inwoners per km².
De onderstaande kaart toont de ligging van Vignoux-sous-les-Aix met de belangrijkste infrastructuur en aangrenzende gemeenten.

## Demografie
Onderstaande figuur toont het verloop van het inwonertal (bron: INSEE-tellingen).